# Aston Martin DB6
Der Aston Martin DB6 ist ein Sportwagen des Automobilherstellers Aston Martin. Der von 1965 bis 1970 hergestellte DB6 ist etwas größer als der Vorgänger DB5, bot eine bessere Ausstattung und eine strömungsgünstigere Form mit Kamm-Heck. Wie beim unmittelbaren Vorgänger, waren auch beim DB6 verschiedene Karosserieversionen und Motorvarianten erhältlich; außerdem gestalteten verschiedene unabhängige Karosseriebauunternehmen besondere Ausführungen.

## Entstehungsgeschichte
Der Aston Martin DB6 ist eine Weiterentwicklung des DB5, der seinerseits auf dem 1958 eingeführten DB4 basiert. Im Vergleich zu seinen Vorgängern ist der DB6 größer und stärker motorisiert. 
Die Überlegungen für einen Nachfolger der DB4-/DB5-Reihe begannen 1960. Bereits in den ersten Planungen ging Aston Martin davon aus, dass der Nachfolger mehr Passagierraum haben müsse als die bisherigen Modelle. Der erste Prototyp eines verlängerten DB4 entstand im Herbst 1960. Der intern DP 200 genannte Wagen hatte einen um 92 mm verlängerten Radstand und eine geänderte Hinterradaufhängung. Aston Martin baute ein fahrbereites Exemplar des DP200, das in Kontinentaleuropa auf öffentlichen Straßen getestet wurde. Parallel dazu ließ Aston Martin von dem italienischen Karosseriebauunternehmen Touring Entwürfe für einen Nachfolger der DB4- bzw. DB5-Reihe entwickeln. Einer der Touring-Entwürfe war das Projekt Aston Martin DP 220, das glatte Wagenflanken und einen hohen, weit nach hinten versetzten Passagierraum hatte. Als sich 1965 die Insolvenz Tourings abzeichnete, ließ Aston Martin das DP-200-Projekt wieder aufleben. Daraus wurde letztlich der DB6, der 1966 auf den Markt kam.

## Modellvarianten

### DB6
Der DB6 wurde mit einem Plattformrahmen als Fahrgestell und einer Karosserie aus Aluminium mit Stahlrohrskelett gefertigt (Superleggera-Bauweise). Mit drei SU-Gleichdruckvergasern leistete der Reihen-Sechszylindermotor des Fahrzeuges wie beim DB5 210 kW (286 PS). Eine Membranfederkupplung, ein handgeschaltetes Fünfganggetriebe und eine Kardanwelle leiteten die Kraft an die starre Hinterachse weiter, die längs von Lenkern und quer mit einem Wattgestänge geführt wurde. Die Vorderräder waren einzeln an ungleich langen Doppelquerlenkern aufgehängt, dazu gab es eine Zahnstangenlenkung. An allen Rädern waren Schraubenfedern und Teleskopstoßdämpfer eingebaut. Der zum Ende der Bauzeit produzierte DB6 Mark II hatte einige Gleichteile mit dem 1967 vorgestellten DBS, den ein V8-Motor antrieb. Als Nachfolger kam 1972 der auf dem DBS basierende Aston Martin Vantage mit dem bekannten Sechszylindermotor auf den Markt, der jedoch nur bis 1973 gebaut wurde.

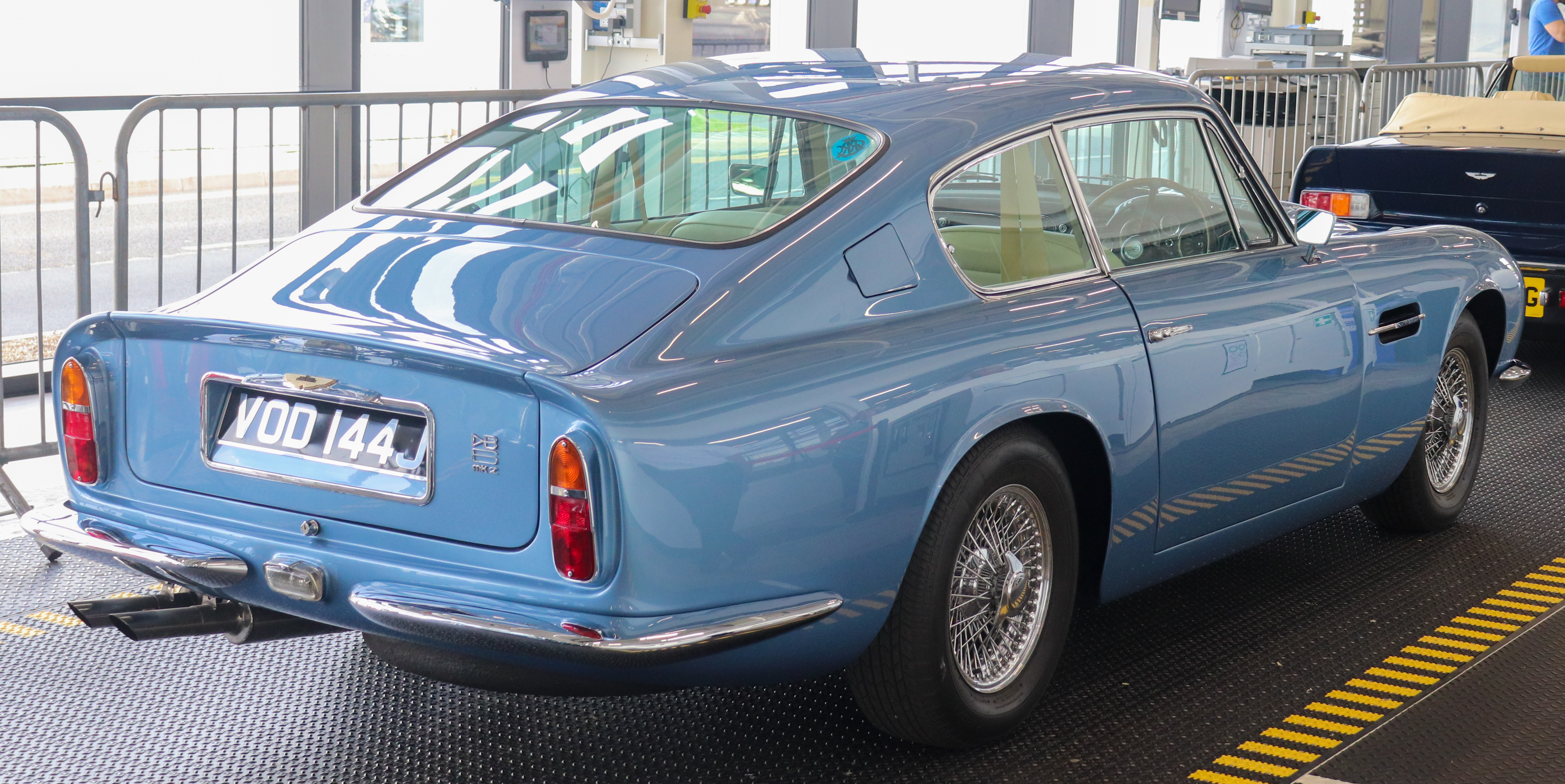
Heckansicht
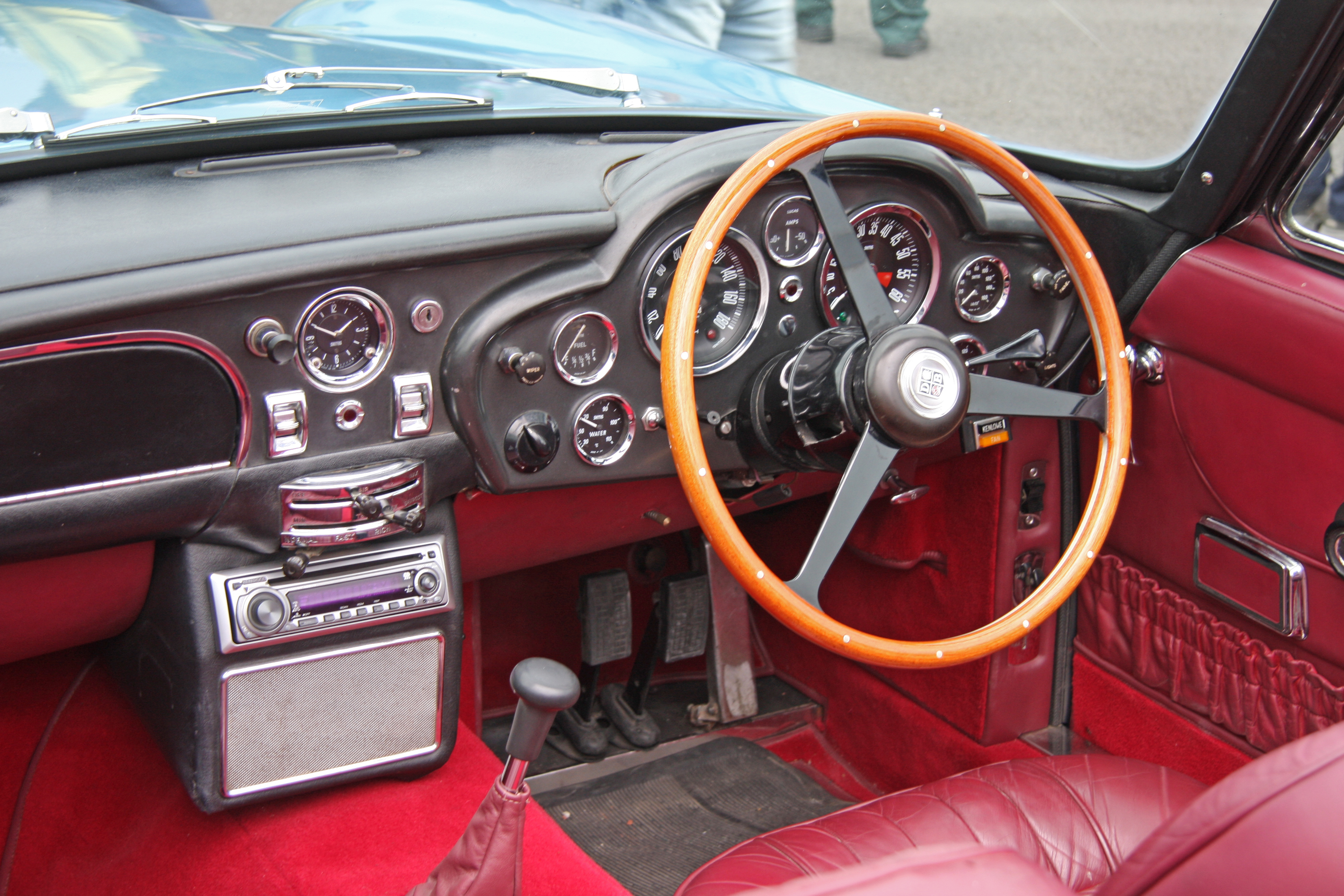
Interieur

### DB6 Vantage
Wie bei den vorherigen Modellen bot Aston Martin unter dem Beinamen Vantage für den DB6 eine leistungsstärkere Version an. Der Motor des DB6 Vantage leistete dank dreier Weber-Doppelvergaser 242 kW (325 PS).

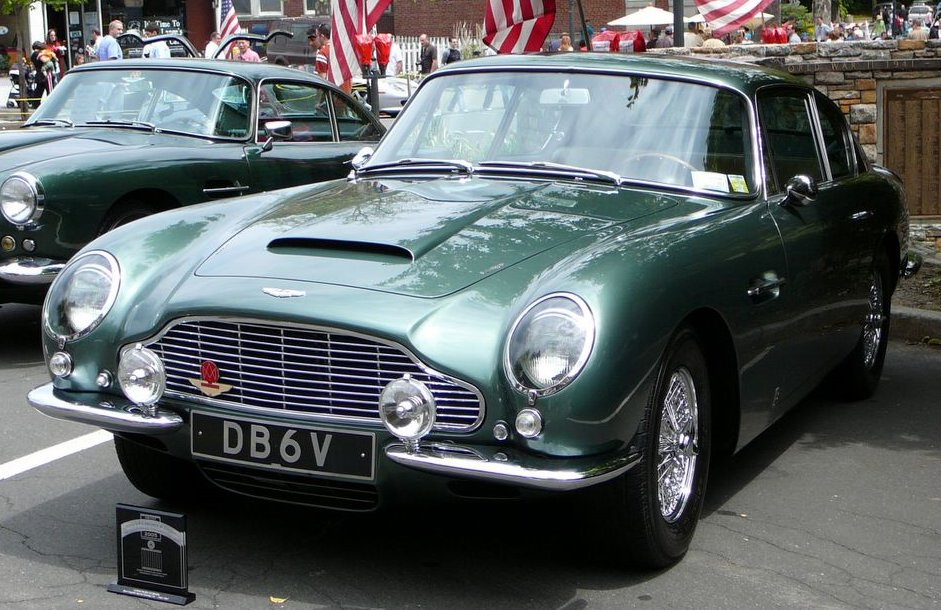
Aston Martin DB6 Vantage
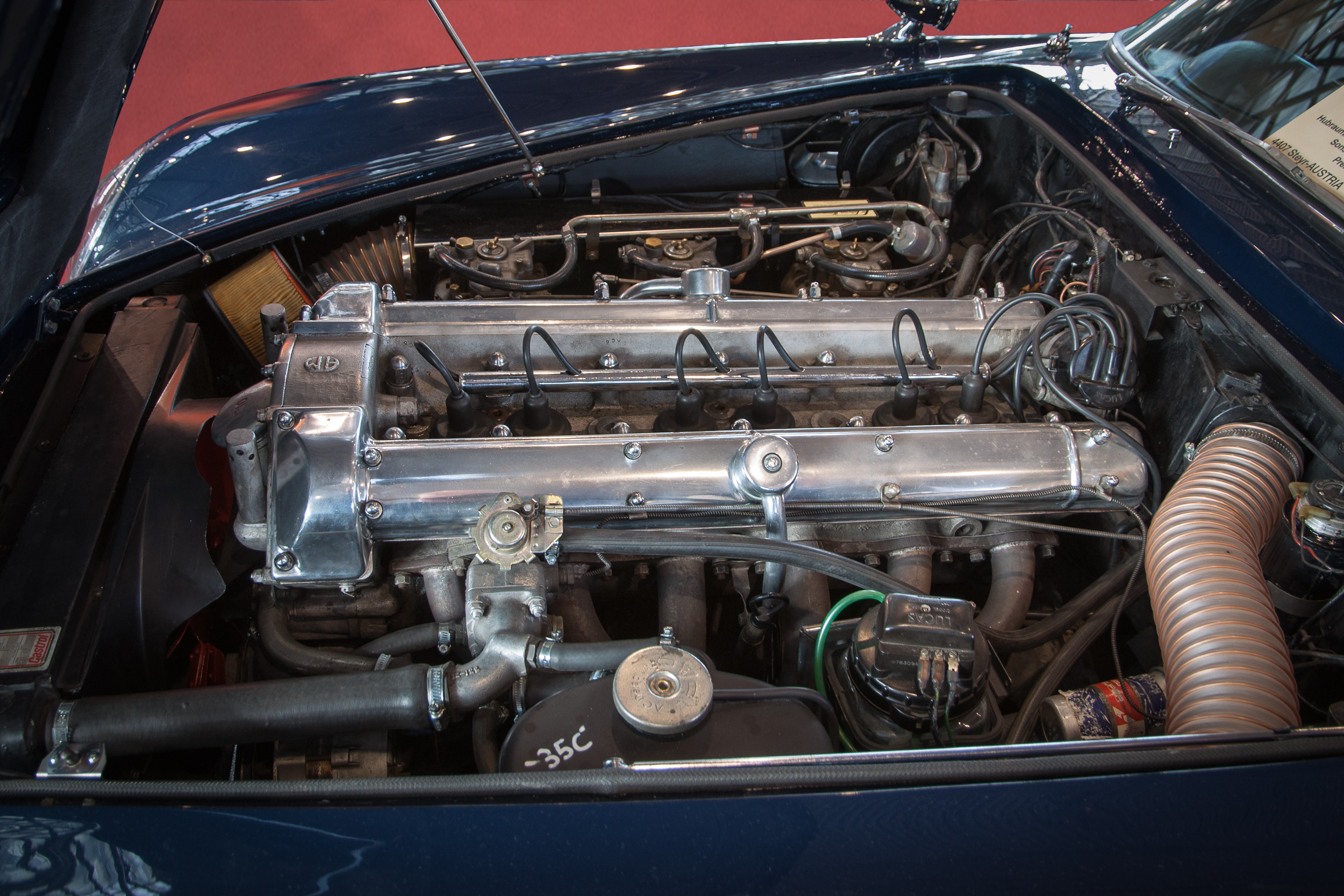
Leistungsgesteigerter Motor des DB6 Vantage

### DB6 Volante

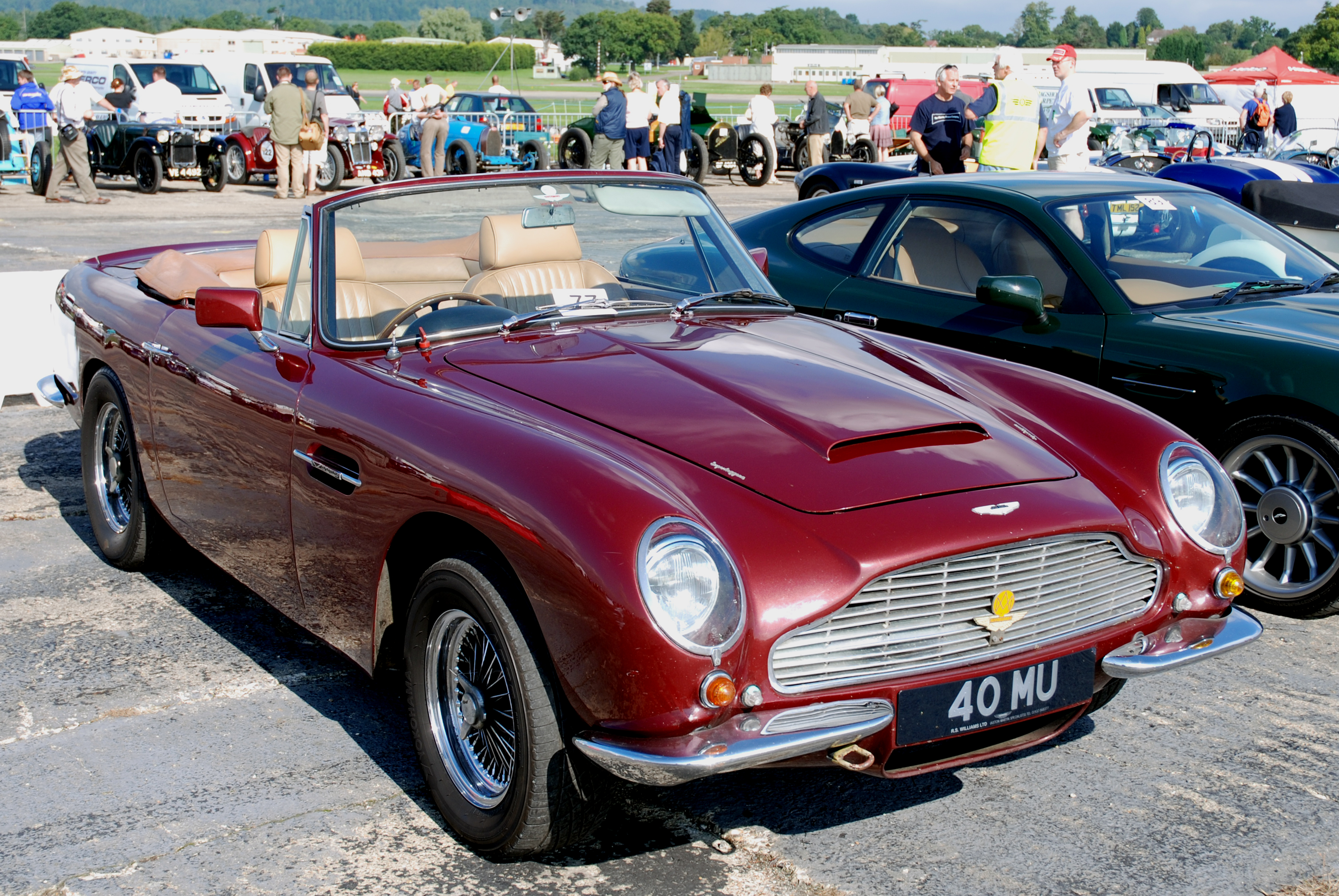
Aston Martin DB6 Volante

Das DB6 Volante genannte Cabriolet hatte auf der London Motor Show des Jahres 1966 Premiere. 140 Fahrzeuge wurden gebaut, davon wurden 29 mit dem stärkeren Motor als DB6 Vantage Volante ausgeliefert.

### DB6 Shooting Brake
Wie beim DB5 wurden auch einzelne DB6-Modelle zu Shooting Brakes umgebaut und verkauft. Diese Fahrzeuge sind besonders selten und bei Sammlern begehrt und wurden nicht im Werk, sondern von den freien Karosseriebauern Harold Radford Coachbuilders und Coachwork FLM Panelcraft hergestellt.

#### Die Radford-Shooting Brakes

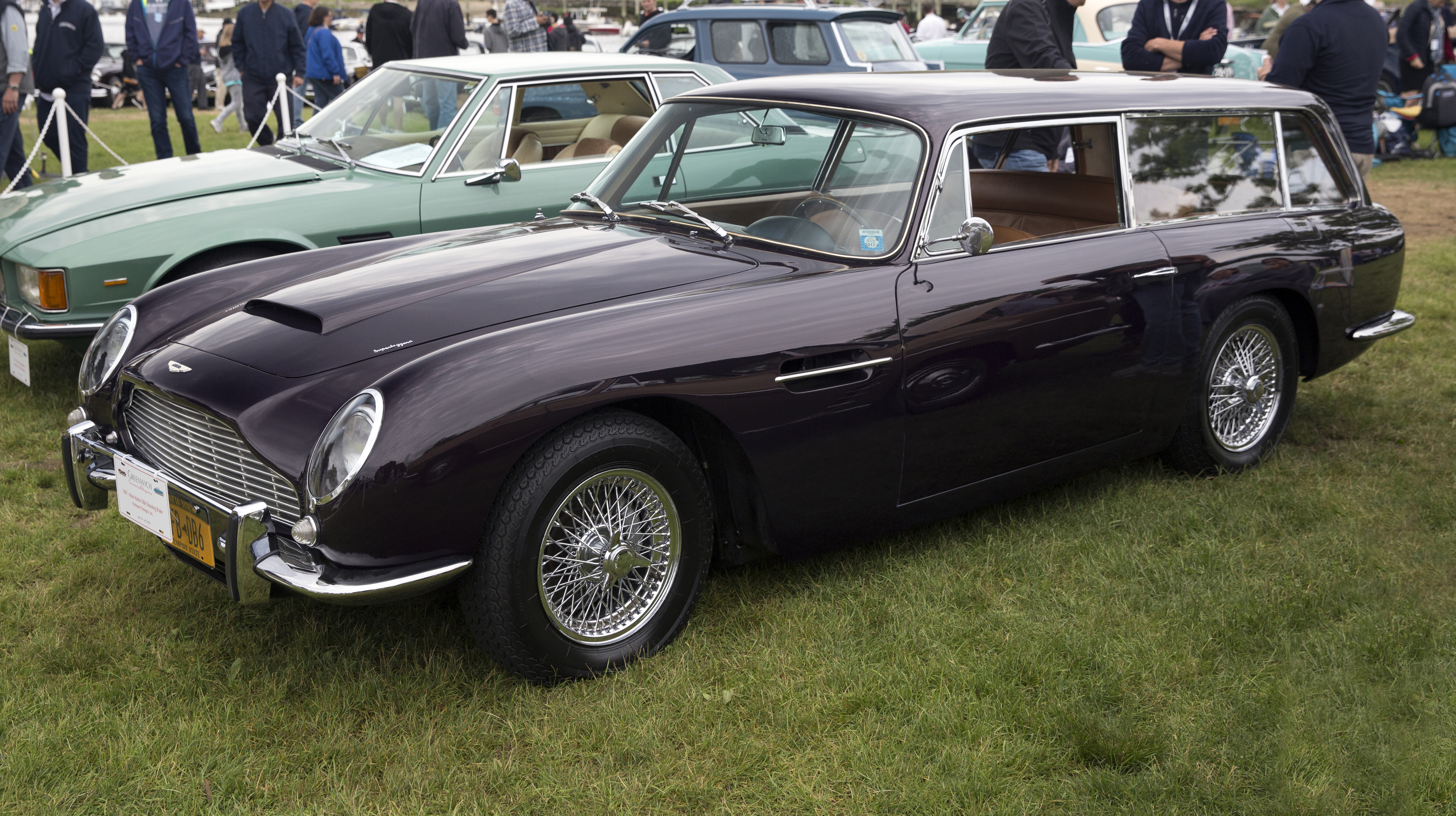
Aston Martin DB6 Shooting Brake von Radford

Das Unternehmen Harold Radford Coachbuilders, das bereits den DB5 zum Kombi umgebaut hatte, produzierte insgesamt sieben DB6 Shooting Brakes. Die Kombiversion des DB6 entsprach weitestgehend der des DB5; lediglich im Bereich der Heckklappe gab es einige stilistische Modifikationen. Wie bereits die DB5-Version hatte auch Radfords DB6 Shooting Brake eine einteilige, am Dach angeschlagene Heckklappe. Besonderes Merkmal der Radford-Versionen waren hintere Seitenfenster, die sich beinahe über die gesamte Länge der Ladefläche erstreckten und vor der C-Säule in kleinen Dreiecksfenstern mündeten.

#### Die Panelcraft-Shooting Brakes
Eine weitere Shooting Brake-Version entwickelte Coachwork FLM Panelcraft. Die seitlichen Fensterflächen waren komplexer und – wie einige Berichte feststellten – unattraktiver als Harold Radfords Lösung. Sie waren insgesamt in drei Elemente gegliedert, von denen eines im Bereich der Rücksitzbank zu öffnen war. Am Heck des Wagens wurde der Karosserie-Unterbau durch einen auffälligen Aufschwung in die C-Säule übergeleitet. Die Heckklappe schließlich war zweigeteilt: der obere Teil war am Dach, der untere Teil über der Stoßstange angeschlagen. Die Panelcraft-Versionen sind ausgesprochen seltene Fahrzeuge. Es wurden drei Exemplare hergestellt; zwei davon existieren noch.